# Lepontische Alpen

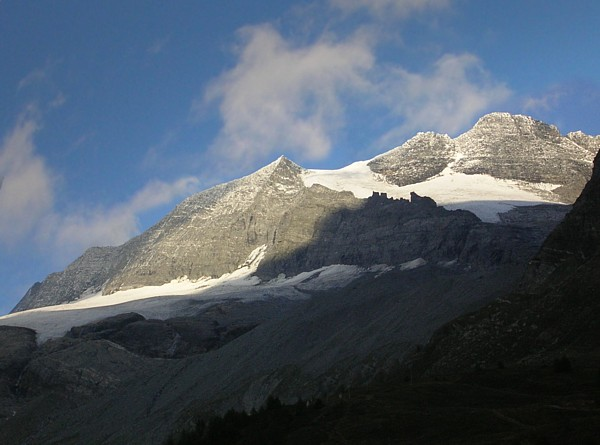
Monte Leone

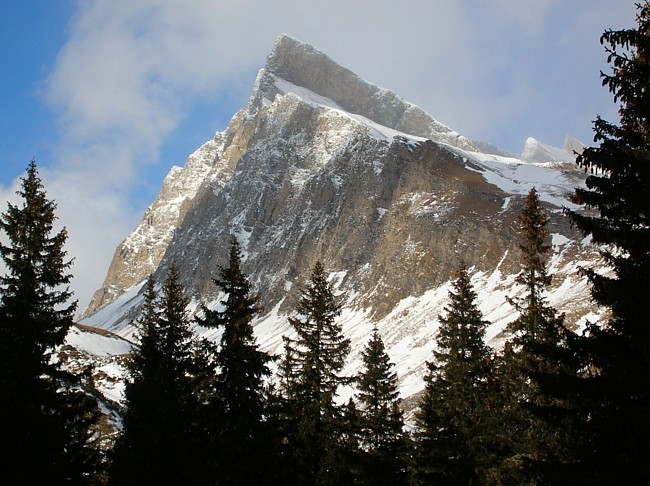
Pizzo Uccello

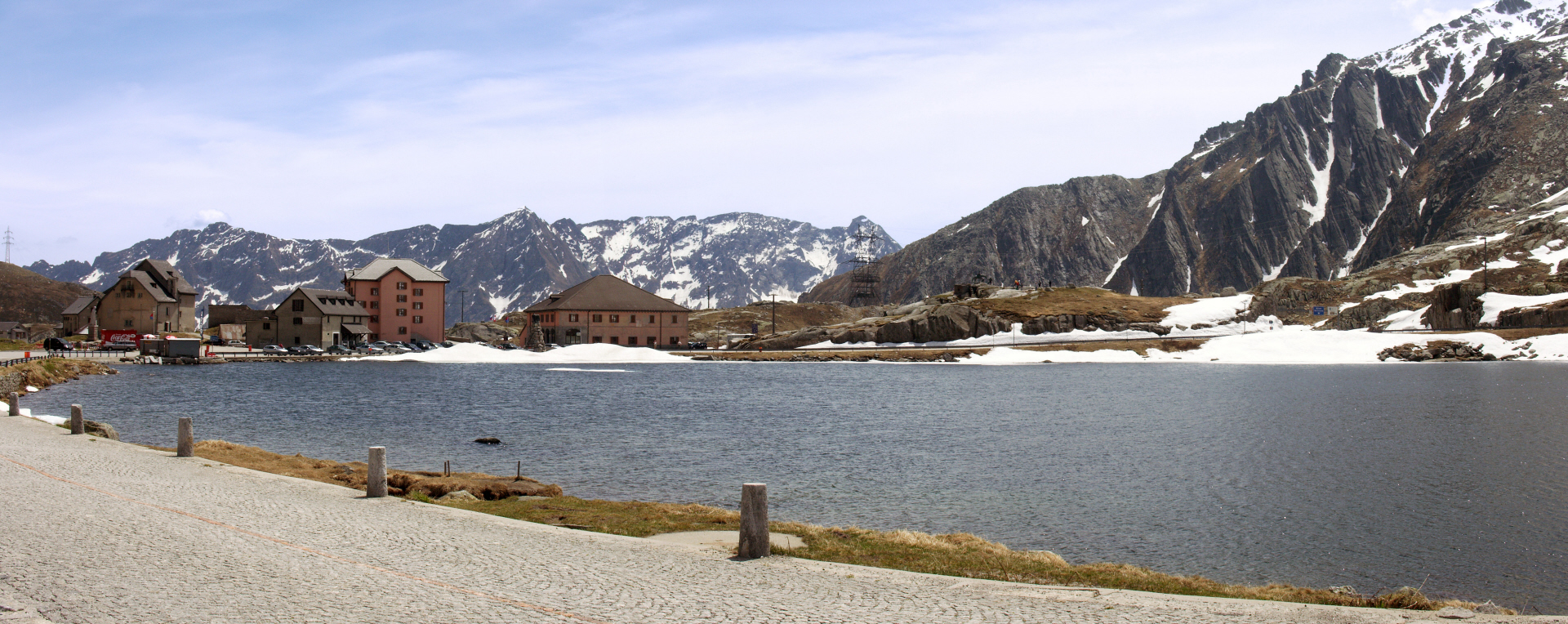
Gotthardpas

De Lepontische Alpen (Italiaans: Alpi Lepontine) zijn een deel van de Alpen in Zwitserland en Italië. Het hoogste punt in dit deel van de Alpen is de 3552 meter hoge Monte Leone. Het oostelijke deel, ten oosten van de Lukmanierpas, wordt ook wel aangeduid als de Adula-Alpen (naar de Italiaanse naam voor de Rheinwaldhorn, de hoogste berg in dit deel). Centraal in het noordelijke deel van de Lepontische Alpen ligt het Gotthardmassief, tussen de Nufenenpas in het westen en de Lukmanierpas in het oosten. De Furkapas vormt in het noorden de scheiding met de Berner Alpen. De Simplonpas scheidt het gebergte aan de westzijde van de Pennische Alpen. De Oberalppas en het dal van de Voorrijn vormen de grens met de Glarusalpen en de Splügenpas vormt in het oosten de grens met de Westelijke Rätische Alpen (meer bepaald de Plessuralpen en de Plattagroep).
De belangrijkste rivier in het gebied zijn de Rhône in het westen, de Reuss in het noorden, de Rijn in het oosten en de Toce en Ticino in het zuiden. In het zuiden van de Lepontische Alpen liggen enkele grote meren zoals het Lago Maggiore, Meer van Lugano en het Comomeer.
Door het gebied lopen enkele belangrijke verbindingswegen tussen Italië en Zwitserland zoals de routes over de Simplon, Gotthard en San Bernardino.

## Bergtoppen
| Hoogte | Naam           |
| ------ | -------------- |
| 3552 m | Monte Leone    |
| 3437 m | Breithorn      |
| 3398 m | Rheinwaldhorn  |
| 3393 m | Guferhorn      |
| 3384 m | Blindenhorn    |
| 3279 m | Pizzo Tambò    |
| 3276 m | Monte Basòdino |
| 3274 m | Helsenhorn     |
| 3255 m | Wasenhorn      |
| 3242 m | Ofenhorn       |
| 3213 m | Cherbadung     |

## Bergpassen
| Hoogte | Naam              |
| ------ | ----------------- |
| 2478 m | Nufenenpas        |
| 2431   | Furkapas          |
| 2115   | Splügenpas        |
| 2108   | Gotthardpas       |
| 2065   | San Bernardinopas |
| 2044   | Oberalppas        |
| 1916   | Lukmanierpas      |